# Casuarinaloma leaii
Casuarinaloma leaii är en insektsart som först beskrevs av Fuller 1897.  Casuarinaloma leaii ingår i släktet Casuarinaloma och familjen filtsköldlöss. Inga underarter finns listade i Catalogue of Life.